# Bruquíneos
Bruquíneos (Bruchinae) é uma subfamília de coleópteros da família Chrysomelidae. Que compreende cerca de 1885 espécies, distribuídas em 93 gêneros.

## Descrição
São coleópteros relativamente pequenos (variando dos 2-6 mm), de forma oval-globosa, de cores preto, cinza ou marrons. Os élitros são um pouco curto e mostram a ponta do abdômen. A cabeça é relativamente pequena e o pronoto é mais estreito na parte dianteira. As larvas vivem em sementes de leguminosas, mas podem ser encontradas em alguns outros gêneros de plantas.

## Sistemática
- Ordem Coleoptera
  - Subordem Polyphaga
    - Infraordem Cucujiformia
      - Superfamília Chrysomeloidea
        - Família Chrysomelidae
          - Subfamília Bruchinae
            - Tribo Amblycerini
            - Tribo Bruchini
            - Tribo Eubaptini
            - Tribo Kytorhinini
            - Tribo Pachymerini
            - Tribo Rhaebini